# Campus Area Network
Con il termine Campus Area Network (CAN), si intende la rete interna ad un campus universitario, o comunque ad un insieme di edifici adiacenti, separati tipicamente da terreno di proprietà dello stesso ente, che possono essere collegati con cavi propri senza far ricorso ai servizi di operatori di telecomunicazioni. Tale condizione facilita la realizzazione di una rete di interconnessione ad alte prestazioni ed a costi contenuti.